# 圣弗洛维耶
圣弗洛维耶（法語：Saint-Flovier，法語發音：[sɛ̃ flɔvje] ⓘ）是法国安德尔-卢瓦尔省的一个市镇，位于该省东南部，和安德尔省接壤，属于洛什区。

## 地理
圣弗洛维耶（46°58'5"N, 1°1'39"E）面积29.22 平方千米，位于法国中央-卢瓦尔河谷大区安德尔-卢瓦尔省，该省份为法国中西部省份，北起萨尔特省、东北接卢瓦-谢尔省，东南接安德尔省，南至维埃纳省，西临曼恩-卢瓦尔省。
与圣弗洛维耶接壤的市镇（或旧市镇、城区）包括：克莱雷迪布瓦、弗莱雷拉里维耶尔、奥布泰尔、贝堡、拉塞勒格南、沙尔尼宰、安德尔河畔韦尔讷伊。

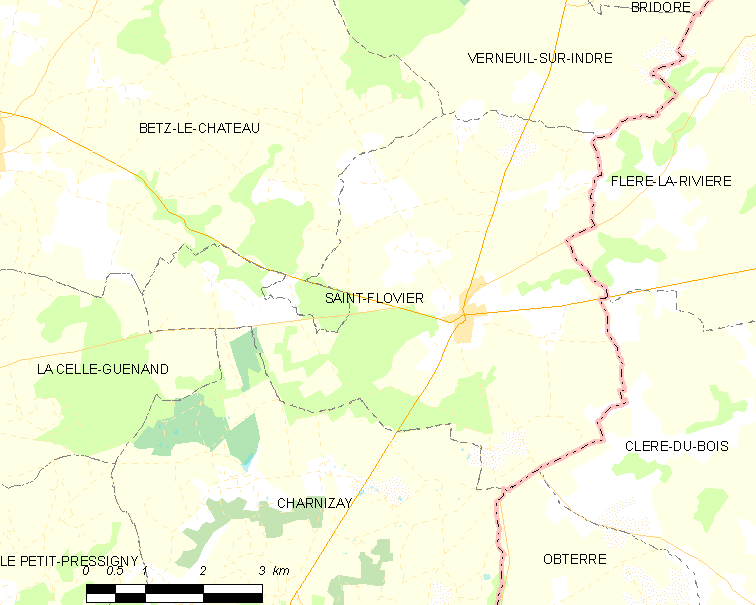
圣弗洛维耶的OSM定位图

圣弗洛维耶的时区为UTC+01:00、UTC+02:00（夏令时）。

## 行政
圣弗洛维耶的邮政编码为37600，INSEE市镇编码为37218。

## 政治
圣弗洛维耶所属的省级选区为笛卡尔县。

## 人口

1962-2008年间圣弗洛维耶人口变化图示

圣弗洛维耶于2022年1月1日时的人口数量为577人。